# Loess
Loess (paraula d'origen alemany en la variant de Suïssa) és un tipus de sòl llimós. Les partícules que formen el loess són de gra molt fi (diàmetre inferior a 0,05 mm), anguloses i formades de quars, feldespat, hornblenda, mica, carbonat de calci i de vegades també argila. El deu per cent de la superfície terrestre de la Terra està coberta per loess o dipòsits similars.
El loess és un sediment eòlic (transmès pel vent) que acumula un vint per cent o menys d'argila i l'equilibri és principalment de parts iguals de sorra i llim típicament de 20 a 50 micròmetres per partícula sovint cimentada de manera fluida pel carbonat càlcic. Normalment és homogeni i altament porós i està travessat per capil·lars verticals que permeten el sediment fracturar-se i formar esclats verticals.

## Propietats

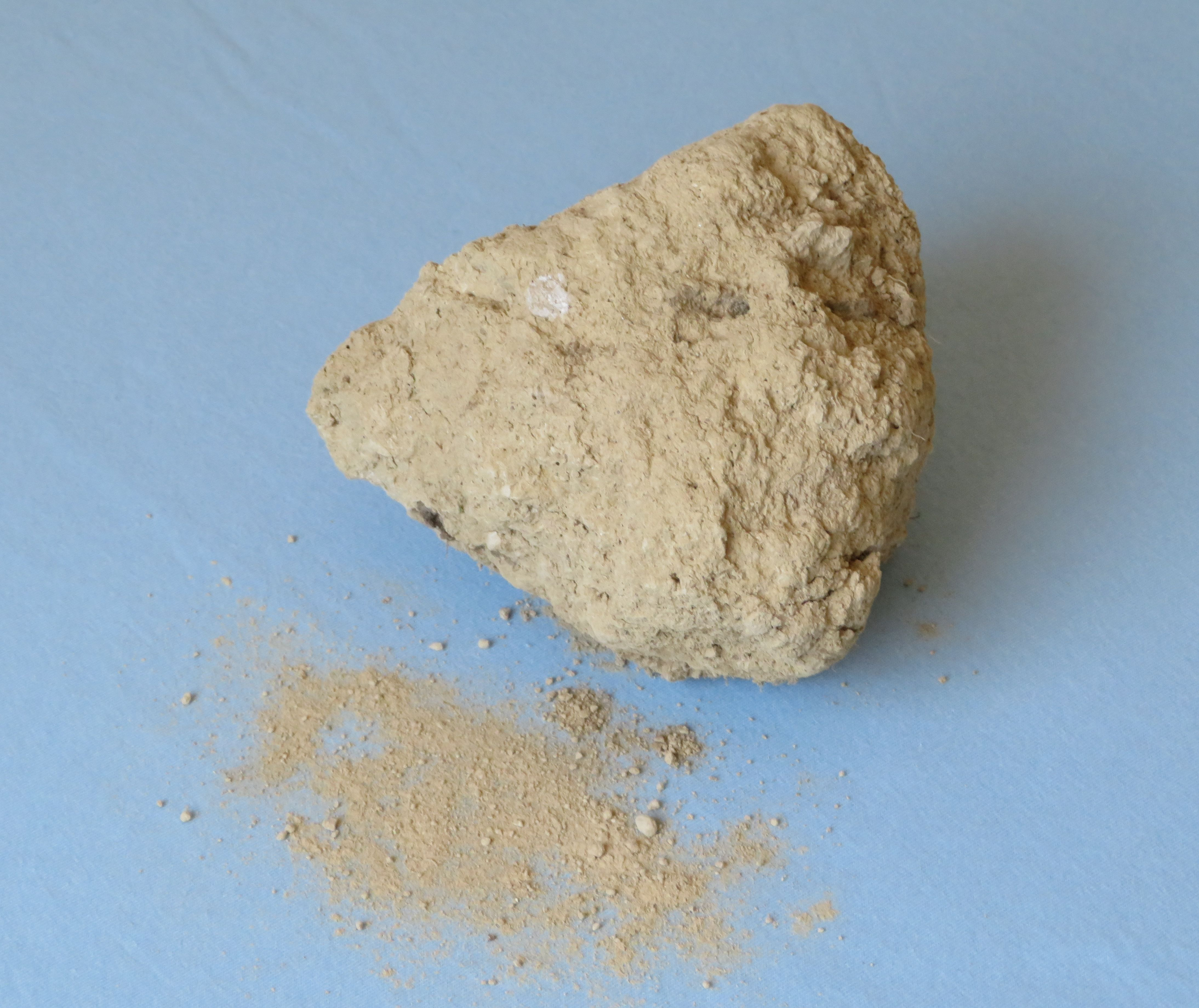
Loess de les terres baixes del Rin a prop de Mannheim amb concrecions calcàries

El loess és homogeni, porós, friable, de color groc pàl·lid o càlid, lleugerament coherent, típicament no estratificat i sovint calcari. Els grans de loess són angulars amb poc polit o arrodoniment i es componen de cristalls de diferents minerals El loess es pot descriure com un sòl ric i semblant a la pols.
Els dipòsits de loess poden arribar a ser molt gruixuts, més de cent metres a les zones del nord-oest de la Xina i desenes de metres a parts del mig oest dels Estats Units. Generalment es presenta com una coberta que cobreix àrees de centenars de quilòmetres quadrats i desenes de metres de gruix.
El loess sol estar en cares inclinades o verticals. Com que els grans són angulars, el loess sovint es manté als bancs durant molts anys sense assentaments. Aquest sòl té una característica anomenada escissió vertical que el fa excavar fàcilment per formar habitatges rupestres, un mètode popular per fer habitatges humans en algunes parts de la Xina. El loess s'erosionarà molt fàcilment.
Es va formar al Plistocè en les regions properes a una glacera el llim del front de les quals va ser transportat pels vents del sud i de l'est. A la Xina l'origen és diferent, ja que el loess va ser transportat pel vent des de les regions desèrtiques de l'interior i dipositat més a l'est. Els dipòsits de loess són de color groguenc sense estratificar. El gruix n'és variable, des d'1 metre en alguns llocs dels Estats Units a 90 metres com a màxim a la Xina. També es troben dipòsits de loess de menor extensió a l'Europa central, l'estepa russa i Argentina.
Tenen fama de ser terres fèrtils, però a la vegada estan molt subjectes a l'erosió eòlica i hídrica. Sembla que la fertilitat és deguda a la gran capacitat de bescanvi catiònic i a la gran facilitat a disposar d'aigua per part de les arrels. A les praderies dels Estats Units, estan recobertes per una lleugera capa rica en matèria orgànica que fa les terres fèrtils, però si desapareix aquest estrat perden la fertilitat. Moltes terres loèssiques d'Europa s'han dedicat tradicionalment al conreu de cereals.
En diverses zones del món, s'han format carenes de loess alineades amb els vents dominants durant l'últim màxim glacial. S'anomenen "crestes paha" a Amèrica i "crestes greda" a Europa. La forma d’aquestes dunes de loess s'ha explicat per una combinació de condicions de vent i tundra.